# Epilobium schmidtianum
Epilobium schmidtianum là một loài thực vật có hoa trong họ Anh thảo chiều. Loài này được Rostk. mô tả khoa học đầu tiên năm 1824.